# أل هرمان
أل هرمان (بالإنجليزية: Al Hermann)‏ هو لاعب كرة قاعدة أمريكي، ولد في 28 مارس 1899 في ميلتاون في الولايات المتحدة، وتوفي في 20 أغسطس 1980 في لويس في الولايات المتحدة.

## وصلات خارجية
- أل هرمان على موقعبيزبول رفرنس.كوم (الدوري الرئيسي) (الإنجليزية)
- أل هرمان على موقعبيزبول رفرنس.كوم (الدوري الثانوي) (الإنجليزية)